# Mythunga
Mythunga is een geslacht van uitgestorven pterosauriërs behorend tot de groep van de Pterodactyloidea dat leefde tijdens het Vroeg-Krijt in het gebied van het huidige Australië. De enige benoemde soort is Mythunga camara.

## Vondst en naamgeving
April 1991 ontdekte Philip Gilmore op de Wire Paddock-vindplaats bij Dunluce Station ten westen van Hughenden in centraal Queensland een knol kalksteen waarin de voorkant van onderkaken en een rechterbovenkaaksbeen zichtbaar waren. Preparering door Angela Hatch van het Queensland Museum, zowel mechanisch als door middel van een zuurbad, onthulde verdere delen van de kop.
De typesoort Mythunga camara werd in 2008 beschreven en benoemd door Ralph Molnar en Richard Thulborn. De geslachtsnaam is die van het sterrenbeeld Orion, dus de 'hemelse jager', in de taal van een plaatselijke stam van de Aboriginals. De soortaanduiding verwijst naar de kamervormige uithollingen van het sterk gepneumatiseerde bot en had eigenlijk 'camerata' moeten luiden.
Het fossiel, holotype QM F18896, is gevonden in een mariene afzetting in de Toolebucformatie (late Albien, ongeveer 100 miljoen jaar geleden). Het bestaat uit een fragment van een schedel en de onderkaken; een gedeelte van de voorkant van beide is bewaard gebleven omvattende de linkerpraemaxilla, beide bovenkaaksbeenderen en de symfyse van de onderkaken. De bovenkant van de snuit ontbreekt. In 2018 bleek dat het spleniale van de rechteronderkaak hoger in de schedel stak. Het fossiel is driedimensionaal bewaard. Het vertegenwoordigt een jongvolwassen individu.
Mythunga was de tweede pterosauriër die uit Queensland beschreven was, naast een toen nog onbenoemde ornithocheiride die later Aussiedraco gedoopt zou worden. In het algemeen zijn pterosaurische vondsten uit Australië zeer zeldzaam: het totaal werd in 2018 geschat op twintig specimina, voor het leeuwendeel bestaande uit losse botten. Mythunga was toen nog steeds de best bekende soort.
Na 2007 werd door Hatch nog de linkerzijde van linkeronderkaak blootgelegd. In 2018 werd het fossiel opnieuw beschreven door Adele Pentland.

## Beschrijving

### Grootte en onderscheidende kenmerken
Uit de grootte van de snuit leidden de beschrijvers af dat de spanwijdte bij leven vijftien voet zou hebben bedragen, dus zo'n vier à vijf meter. Ze wijzen er echter op dat de verbening erop duidt dat het individu nog niet helemaal volgroeid was en dat de volwassen vorm een spanwijdte van een vijf meter moet hebben gehad. Ze interpreteerden de snuit als relatief kort. Het bewaarde specimen zou een derde tot de helft van de oorspronkelijk schedellengte vertegenwoordigen die dan tussen de vijftig en tachtig centimeter zou hebben bedragen. Fletcher & Salisbury (2010) dachten echter dat maar een vijfde van de lengte bewaard was die dan 115 centimeter was geweest. In 2018 bleek dat vermeende premaxillaire tanden in feite de wortel en een vervangingstand van een voorste maxillaire tand waren zodat de kop langer moet zijn geweest dan gedacht. Desalniettemin werd de lengte toch weer wat lager ingeschat omdat de proporties bij verwanten een lengte van boven de meter onwaarschijnlijk maken. Nu werd gedacht dat de kop driemaal tot viermaal langer was dan het fossiel, tussen de tachtig centimeter en één meter. Een poging werd gedaan dit te toetsen door bij verwanten de lengte van de symfyse van de onderkaken samen met de afstand tot de schedelopening te correleren met de schedellengte. Deze maten bleken echter zeer variabel zodat slechts bepaald kon worden dat de kop tussen de 410 en 1246 millimeter uit zou vallen. Werd dat weer verbonden met de, veel minder variabele, samenhang tussen schedellengte en spanwijdte, lag de schatting voor de vlucht tussen de 3,9 en 9,7 meter. Uitgaande van de lagere schatting voor de kop kwam de vleugelspanwijdte uit op zo'n vier tot zes meter.
Ondanks de wat schamele resten concludeerden de beschrijvers  dat het nieuw geslacht betrof op grond van twee autapomorfieën, unieke afgeleide eigenschappen: de grote lengte van de achterste tanden in de onderkaak met ongeveer de helft van de hoogte van het kaakbeen; en het sterk uit elkaar staan van de achterste maxillaire tanden met slechts drie tanden in de bovenkaak tussen de achterste grote tand en de fenestra nasopraeorbitalis, de snuitopening vooraan in de schedel. In de 2018 werd de eerste autapomorfie verworpen omdat het door het afbreken van het fossiel niet mogelijk is te bepalen wat nu eigenlijk de achterste dentaire tanden zijn. Er werd wel een andere autapomorfie aangegeven: de zijranden van kaken hebben een golvend profiel.

### Skelet
Het specimen heeft een lengte van 263 millimeter. In 2018 werd geconcludeerd dat maar een klein stukje van de praemaxillae bewaard was. Daarbij ontbreekt de bovenrand van de bovenkaaksbeenderen. Dat maakt het lastig te bepalen hoe langgerekt de snuit was. Evenmin is het duidelijk of er een kam was. Achteraan is een stuk van de fenestra nasoantorbitalis zichtbaar met een lengte van 46,2 millimeter. Die opening heeft een afgeronde voorkant. Het bovenkaaksbeen draagt acht tanden. Het jukbeen reikte kennelijk tot onder de voorrand daarvan.
De onderkaken hebben een maximale bewaarde lengte van 244 millimeter. De tandrijen dragen minstens acht tanden. Het rechtspleniale is negen centimeter lang en eenendertig millimeter hoog. Langs de binnenste bovenrand ligt een rij openingen voor aderkanalen.
De tanden zijn kegelvormig, iets naar achteren gekromd en robuust. Ze zijn vrij kort. De dwarsdoorsnede is iets ovaal met een afplatting overdwars. Ze staan vrij ver uiteen in regelmatige afstanden. Ze hebben verticale groeven aan de buitenzijde. Naar achteren worden ze lager en krommer. De tandrij van het bovenkaaksbeen loopt door tot onder de fenestra nasoantorbitalis. De maxillaire tanden zijn iets groter dan de dentaire. De tandkassen bollen wat uit en dat maakt de buitenste kaaklijn golvend.

## Fylogenie
De verwantschappen van Mythunga zijn erg onzeker; hij behoort tot een of andere plesiomorfe, dus in vorm niet erg afgeleide, deelgroep van de Pterodactyloidea; de beschrijvers achtten het het waarschijnlijkst dat hij tot de klade Archaeopterodactyloidea behoort. Alexander Kellner stelde in 2010 echter dat hij een lid van de Pteranodontoidea was, verwant aan de Anhangueridae. Fletcher & Salisbury meenden in 2010 dat het een lid was van de Ornithocheiridae sensu Unwin.
In 2018 werd Mythunga in de Anhangueria geplaatst in een kam of polytomie. Het voorkomen in Australië zou duiden op een wereldwijde anhanguerische verspreiding.
In 2023 werd Mythunga in een nieuw benoemde klade Mythungini geplaatst.
Het volgende kladogram toont hun verwantschappen:
|  | Coloborhynchinae |
|  |                  |
|  | Anhanguerinae    |
|  |                  |

|  | Siroccopteryx |
|  |               |
|  | Tropeognathus |
|  |               |
|  | Amblydectes   |
|  |               |

|  | Ferrodraco  |
|  |             |
|  | Thapunngaka |
|  |             |
|  | Mythunga    |
|  |             |

|  | Siroccopteryx |
|  |               |
|  | Tropeognathus |
|  |               |
|  | Amblydectes   |
|  |               |

|  | Ferrodraco  |
|  |             |
|  | Thapunngaka |
|  |             |
|  | Mythunga    |
|  |             |

|  | Siroccopteryx |
|  |               |
|  | Tropeognathus |
|  |               |
|  | Amblydectes   |
|  |               |

|  | Ferrodraco  |
|  |             |
|  | Thapunngaka |
|  |             |
|  | Mythunga    |
|  |             |

|  | Siroccopteryx |
|  |               |
|  | Tropeognathus |
|  |               |
|  | Amblydectes   |
|  |               |

|  | Ferrodraco  |
|  |             |
|  | Thapunngaka |
|  |             |
|  | Mythunga    |
|  |             |

|  | Coloborhynchinae |
|  |                  |
|  | Anhanguerinae    |
|  |                  |

|  | Siroccopteryx |
|  |               |
|  | Tropeognathus |
|  |               |
|  | Amblydectes   |
|  |               |

|  | Ferrodraco  |
|  |             |
|  | Thapunngaka |
|  |             |
|  | Mythunga    |
|  |             |

|  | Siroccopteryx |
|  |               |
|  | Tropeognathus |
|  |               |
|  | Amblydectes   |
|  |               |

|  | Ferrodraco  |
|  |             |
|  | Thapunngaka |
|  |             |
|  | Mythunga    |
|  |             |

|  | Siroccopteryx |
|  |               |
|  | Tropeognathus |
|  |               |
|  | Amblydectes   |
|  |               |

|  | Ferrodraco  |
|  |             |
|  | Thapunngaka |
|  |             |
|  | Mythunga    |
|  |             |

|  | Siroccopteryx |
|  |               |
|  | Tropeognathus |
|  |               |
|  | Amblydectes   |
|  |               |

|  | Ferrodraco  |
|  |             |
|  | Thapunngaka |
|  |             |
|  | Mythunga    |
|  |             |